# Nazionale maschile under 19 di football americano delle Samoa Americane
La nazionale di football americano Under-19 delle Samoa Americane è la selezione maschile di football americano della ASFAF, che rappresenta le Samoa Americane nelle varie competizioni ufficiali o amichevoli riservate a squadre nazionali Under-19.

## Risultati
Legenda: Grassetto: Risultato migliore, Corsivo: Mancate partecipazioni

## Dettaglio stagioni

### Tornei

#### Campionato mondiale

##### Fase finale
| Stagione | regular season | regular season | regular season | regular season | regular season | regular season | playoff | playoff | playoff | playoff | playoff | playoff      | playoff    |
|          | Vin            | Par            | Per            | Tot            | PF             | PS             | Vin     | Per     | Tot     | PF      | PS      | risultato    | avversaria |
| -------- | -------------- | -------------- | -------------- | -------------- | -------------- | -------------- | ------- | ------- | ------- | ------- | ------- | ------------ | ---------- |
| 2012     |                |                |                |                |                |                | 2       | 1       | 3       | 84      | 41      | Quinto posto | Francia    |
| Totale   |                |                |                |                |                |                | 0       | 3       | 3       | 13      | 141     |              |            |

Fonte: idrottonline.se

#### Oceania Bowl
| Stagione | regular season | regular season | regular season | regular season | regular season | regular season | playoff | playoff | playoff | playoff | playoff | playoff   | playoff    |
|          | Vin            | Par            | Per            | Tot            | PF             | PS             | Vin     | Per     | Tot     | PF      | PS      | risultato | avversaria |
| -------- | -------------- | -------------- | -------------- | -------------- | -------------- | -------------- | ------- | ------- | ------- | ------- | ------- | --------- | ---------- |
| 2012     |                |                |                |                |                |                | 1       | 0       | 1       | 93      | 7       | Campioni  | Australia  |
| Totale   |                |                |                |                |                |                | 0       | 1       | 1       | 7       | 13      |           |            |

Fonte: idrottonline.se

### Riepilogo partite disputate
| Anno | Luogo      | Evento                | Fase del torneo             | Incontro                      | Risultato |
| 2003 | Pago Pago  | Samoa Bowl            | Finale                      | Samoa Americane - Hawaii      | ? - ?     |
| 2004 | Pago Pago  | Samoa Bowl            | Finale                      | Samoa Americane - Hawaii      | 14 - 13   |
| 2005 | Pago Pago  | Samoa Bowl            | Finale                      | Samoa Americane - Hawaii      | 8 - 20    |
| 2006 | Pago Pago  | Samoa Bowl            | Finale                      | Samoa Americane - Hawaii      | ? - ?     |
| 2007 | Pago Pago  | Samoa Bowl            | Finale                      | Samoa Americane - Hawaii      | 6 - 28    |
| 2008 | Pago Pago  | Samoa Bowl            | Finale                      | Samoa Americane - Hawaii      | 22 - 7    |
| 2009 | Pago Pago  | Samoa Bowl            | Finale                      | Samoa Americane - Hawaii      | 42 - 28   |
| 2010 | Pago Pago  | Samoa Bowl            | Finale                      | Samoa Americane - Hawaii      | 23 - 20   |
| 2010 | Pago Pago  | Samoa Bowl            |                             | Samoa Americane - Australia   | 49 - 6    |
| 2011 | Pago Pago  | Samoa Bowl            |                             | Samoa Americane - Australia   | 35 - 0    |
| 2011 | Pago Pago  | Samoa Bowl            | Finale                      | Samoa Americane - Hawaii      | 18 - 13   |
| 2012 | Gold Coast | Mondiale/Oceania Bowl | Qualificazioni/Finale       | Australia - Samoa Americane   | 7 - 93    |
| 2012 | Austin     | Mondiale              | Quarti di finale            | Stati Uniti - Samoa Americane | 27 - 6    |
| 2012 | Austin     | Mondiale              | Primo turno di consolazione | Panama - Samoa Americane      | 0 - 51    |
| 2012 | Austin     | Mondiale              | Finale 5º - 6º posto        | Francia - Samoa Americane     | 14 - 27   |
| 2012 | Pago Pago  | Samoa Bowl            | Finale                      | Samoa Americane - Hawaii      | 34 - 28   |
| 2013 | Pago Pago  | Samoa Bowl            | Finale                      | Samoa Americane - Hawaii      | 15 - 22   |
| 2014 | Pago Pago  | Samoa Bowl            | Finale                      | Samoa Americane - Hawaii      | 12 - 6    |

## Confronti con le altre nazionali
Questi sono i saldi delle Samoa Americane nei confronti delle nazionali e selezioni incontrate.

### Saldo positivo
| Nazionale | Giocate | Vinte | Pareggiate | Perse | PF    | PS    | Ultima vittoria | Ultimo pari | Ultima sconfitta |
| --------- | ------- | ----- | ---------- | ----- | ----- | ----- | --------------- | ----------- | ---------------- |
| Australia | 3       | 3     | 0          | 0     | 177   | 13    | 2012            | -           | -                |
| Panama    | 1       | 1     | 0          | 0     | 51    | 0     | 2012            | -           | -                |
| Francia   | 1       | 1     | 0          | 0     | 27    | 14    | 2012            | -           | -                |
| Hawaii    | 12      | 7+?   | 0+?        | 3     | 188+? | 177+? | 2014            | ?           | 2013             |

### Saldo negativo
| Nazionale   | Giocate | Vinte | Pareggiate | Perse | PF | PS | Ultima vittoria | Ultimo pari | Ultima sconfitta |
| ----------- | ------- | ----- | ---------- | ----- | -- | -- | --------------- | ----------- | ---------------- |
| Stati Uniti | 1       | 0     | 0          | 1     | 6  | 27 | -               | -           | 2012             |